# Francesco Ielpo
Francesco Ielpo OFM (ur. 18 maja 1970 w Laurii) – włoski duchowny rzymskokatolicki, franciszkanin, Kustosz Ziemi Świętej od 2025.

## Życiorys
Po złożeniu ślubów wieczystych w 1998 i przyjęciu święceń kapłańskich w 2000 pracował m.in. jako nauczyciel religii, dyrektor instytutu franciszkańskiego w Brescii a także jako proboszcz parafii św. Antoniego z Padwy w Varese. Od 2013 pełnił rolę komisarza Kustodii Ziemi Świętej najpierw dla Lombardii, później dla Północnych Włoch a od 2022 dla całych Włoch. 24 czerwca 2025 papież Leon XIV potwierdził jego wybór na Kustosza Ziemi Świętej.